# Tào hoàng hậu (Đậu Kiến Đức)
Tào hoàng hậu (曹皇后) là vợ của Đậu Kiến Đức- một thủ lĩnh nổi dậy vào thời Tùy mạt Đường sơ.
Tào thị và Đậu Kiến Đức đều hết sức tiết kiệm, thậm chí ngay cả sau khi Đậu Kiến Đức chiếm được vùng Hà Bắc hiện nay, Tào thị không mặc trang phục bằng lụa trang trí hoa văn, tì thiếp chỉ dưới 10 người. Sau khi Đậu Kiến Đức đánh bại và giết chết Vũ Văn Hóa Cập, Đậu Kiến Đức đã cho giải tán đội cung nữ xinh đẹp của Tùy Dạng Đế. (Các tiểu thuyết về thời kỳ này thường quy quyết định này của Đậu Kiến Đức có nguyên nhân từ việc Tào thị đố kỵ.) Thoạt đầu, Đậu Kiến Đức chỉ xưng vương, song sau khi hay tin Vương Thế Sung soán vị Dương Đồng vào năm 619, Đậu Kiến Đức đã tự tôn là Thiên tử trong các chiếu chỉ và lễ nghi.
Năm 621, nước Trịnh của Vương Thế Sung bị tướng Đường là Lý Thế Dân tiến đánh, Vương Thế Sung cầu viện Đậu Kiến Đức. Đậu Kiến Đức cho rằng nếu nước Trịnh bị diệt thì nước Hạ của ông cũng sẽ bị đe dọa, vì thế đã quyết định đến cứu viện Vương Thế Sung. Khi quân Hạ tiến quân về Lạc Dương, chiến lược gia Lăng Kính (凌敬) đề xuất rằng thay vì tiến đến kinh đô Lạc Dương của Trịnh, Đậu Kiến Đức nên tiến công Phần châu (汾州, nay gần tương ứng với Lữ Lương, Sơn Tây) và Tấn châu (晉州, nay gần tương ứng với Lâm Phần, Sơn Tây) và sẵn sàng tiến đánh kinh đô Trường An của Đường, khi đó vừa đoạt được lãnh thổ của Đường lại vừa buộc được quân Lý Thế Dân phải bỏ bay vây Lạc Dương. Tuy nhiên, các sứ giả của Vương Thế Sung là Vương Uyển (王琬) và Trưởng Tôn An Thế (長孫安世) lại thuyết phục Đậu Kiến Đức rằng Lạc Dương sắp thất thủ và cần cứu viện ngay, vì thế Đậu Kiến Đức vẫn tiến đến Lạc Dương. Khi Tào hoàng hậu hay tin, bà đã cố thuyết phục Đậu Kiến Đức chấp thuận làm theo kế hoạch của Lăng Kinh:
Lời của tế tửu [Lăng Kính] nên làm theo, Đại vương hà cớ gì lại không chấp thuận nó?. Thỉnh Đại vương tiến qua Phũ Khẩu [(滏口, nay thuộc Hàm Đan, Hà Bắc)] để thừa cơ nước Đường đang để trống. Liên doanh tiến dần dần và chiếm lấy Sơn Bắc [tức bắc Thái Hành Sơn]. Lại dựa vào việc Đột Quyết đánh Quan Trung từ phía tây, quân Dường tất sẽ phải rút về kinh đô để tự cứu. Sao lại phải lo lắng rằng Đại vương không thể giải vây cho Trịnh? Nếu còn ở Hổ Lao quan, ngày tháng trôi qua, tướng sĩ sẽ đều mệt mỏi, Đại vương mất nhiều công sức mà sẽ không thành công.
Tuy nhiên, Đậu Kiến Đức đáp lại:
Điều này phụ nữ các nàng không biết được. Chúng ta đến để cứu viện nước Trịnh mà nước này số mệnh đang treo lơ lửng và sắp sụp đổ. Chúng ta đã hứa cứu rồi, nay nếu thấy khó khăn mà thoái lui, thì chẳng phải sẽ bất tín với Thiên hạ sao?.
Đậu Kiến Đức tiếp tục tiến về phía Lạc Dương, và giao chiến với Lý Thế Dân trong trận Hổ Lao. Lý Thế Dân đã đánh bại và bắt giữ Đậu Kiến Đức. Tào thái hậu và tả bộc xạ Tề Thiện Hành (齊善行) cùng vài trăm kị binh chạy về Minh châu (洺州, nay thuộc Hàm Đan) và dự tính lập một dưỡng tử của Đậu Kiến Đức làm hoàng tử. Tuy nhiên, Tề Thiện Hành (齊善行), đã thuyết phục những người khác rằng tiếp tục kháng cự là vô ích, và đã chia các chiến lợi phẩm của quân Hạ cho binh sĩ rồi giải tán họ. Tề Thiện Hành cùng với hữu bộc dạ Bùi Củ và hành đài Tào Đán (曹旦) sau đó cùng bà đem theo kho báu và ngọc tỉ truyền quốc mà Đậu Kiến Đức thu giữ được khi đánh bại Vũ Văn hóa Cập đầu hàng quân Đường.